# پیشگویی هیتلر

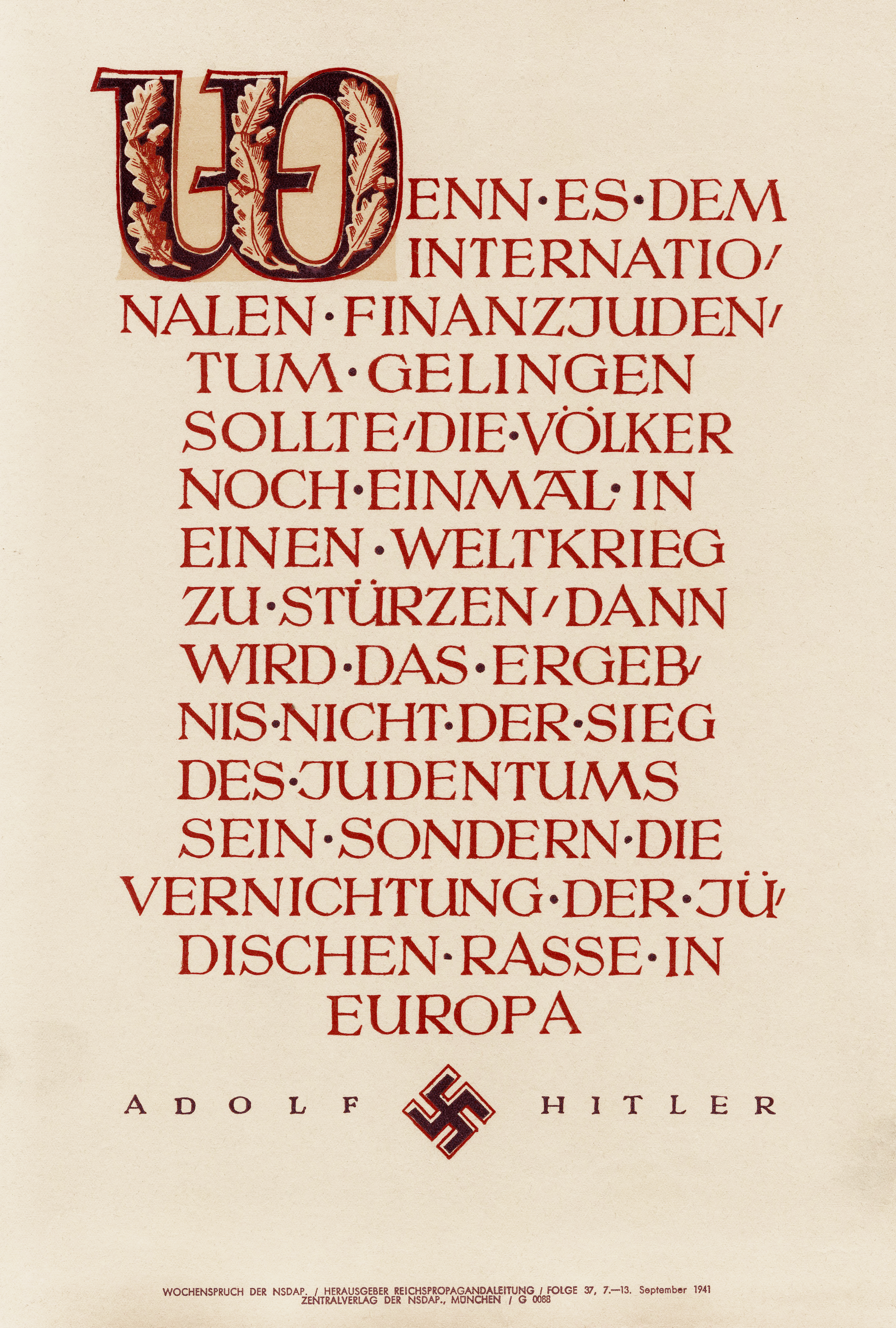
بیانیه هفتگی حزب نازی، نمایش داده‌شده از ۷ تا ۱۳ سپتامبر ۱۹۴۱، سخنرانی آدولف هیتلر در ۳۰ ژانویه ۱۹۳۹ را نقل می‌کند. (این بازخوانی «بلشویزه‌شدن زمین و در نتیجه» را شامل نمی‌شود...)

در ۳۰ ژانویه ۱۹۳۹، آدولف هیتلر، صدراعظم آلمان، طی یک سخنرانی در رایشس‌تاگ تهدید کرد که در صورت وقوع جنگ «نژاد یهودی را در اروپا نابود خواهد کرد.»
اگر یهودیان سرمایه‌دار بین‌المللی در داخل و خارج اروپا موفق شوند ملت‌ها را بار دیگر به جنگ جهانی بکشانند، نتیجه نه بلشویزه‌شدن زمین است و نه پیروزی یهودیان، بلکه نابودی نژاد یهودی در اروپا خواهد بود.
این سخنان مشابه اظهاراتی بود که هیتلر پیش‌تر در جلسه‌های خصوصی پس از قتل عام شب بلورین در نوامبر ۱۹۳۸ به سیاستمداران خارجی گفته بود. همین‌طور این سخنرانی در چارچوب تلاش‌های نازی‌ها برای افزایش مهاجرت یهودیان از آلمان، قبل از آغاز جنگ جهانی دوم در سپتامبر ۱۹۳۹ انجام شد.
اشاره به «پیشگویی هیتلر» توسط رهبران نازی و در تبلیغات پس از ۳۰ ژانویه ۱۹۴۱ رایج بود، درست زمانی که هیتلر دوباره در یک سخنرانی از آن یاد کرد. این پیشگویی با حمله به اتحاد جماهیر شوروی در ژوئن ۱۹۴۱ و اعلان جنگ آلمان علیه ایالات متحده آمریکا در دسامبر که هر دو باعث تسریع کشتار دسته‌جمعی یهودیان شد، معنای جدیدی پیدا کرد. در اواخر سال ۱۹۴۱، یوزف گوبلس، رئیس تبلیغات نازی‌ها، ضمن توجیه اخراج دسته‌جمعی یهودیان از آلمان، اظهار داشت که این پیشگویی در حال تحقق است. در ۳۰ سپتامبر ۱۹۴۲، هیتلر در سخنرانی دیگری به این پیشگویی اشاره کرد که در نشریه نوامبر شعار هفته با عنوان «آن‌ها خنده را متوقف خواهند کرد» تطبیق داده‌شد. هیتلر با ادامه جنگ علیه آلمان به این پیشگویی استناد کرد و در آخرین وصیت‌نامه خود هم به آن اشاره کرد. این پیشگویی که اغلب توسط رهبران نازی در هنگام اشاره به کشتار سیستماتیک یهودیان مورد استفاده قرار می‌گرفت، تبدیل به نغمه معرف راه حل نهایی شد و شاید معروف‌ترین عبارت از سخنرانی‌های هیتلر باشد.
اهمیت تاریخی پیشگویی بین مکاتب کارکردگرایی و نیت‌گرایی مورد بحث است؛ نیت‌گرایان آن را به‌عنوان دلیلی بر طرح جامع قبلی هیتلر برای کشتار سیستماتیک یهودیان اروپایی می‌دانند، در حالی که کارکردگرایان استدلال می‌کنند که «نابودی» حداقل در ابتدا به معنای کشتار دسته‌جمعی نبوده‌است. این پیشگویی توسط مورخان به‌عنوان نمونه‌ای از اعتقاد نازی‌ها به یک توطئه بین‌المللی یهودی که ظاهراً جنگ را آغاز کرده‌است، پنداشته می‌شود. علاوه بر این، با وجود ابهام در آن، این پیشگویی به‌عنوان مدرکی شناخته می‌شود که آلمانی‌ها از نابودی یهودیان مطلع بودند.

## پیشینه

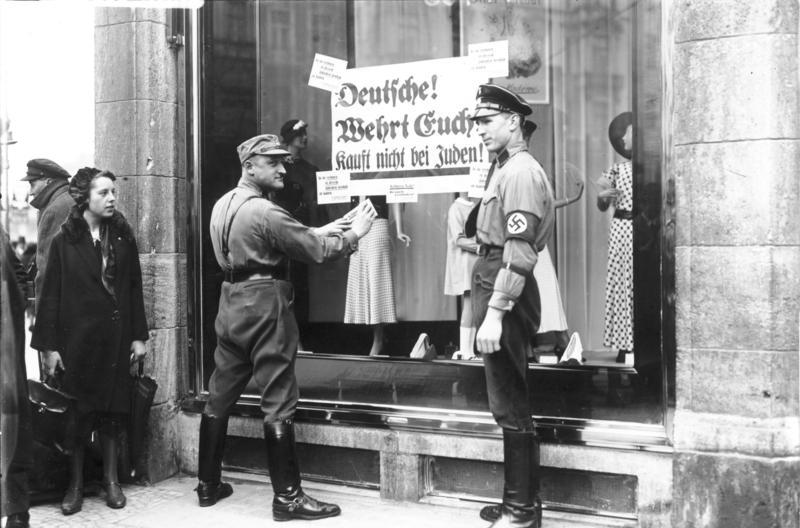
شبه‌نظامیان اس‌آ در جریان تحریم مشاغل یهودیان، خارج از یک فروشگاه، برلین ۱ آوریل ۱۹۳۳. بر روی تابلو نوشته شده‌است: «آلمانی‌ها! از خود دفاع کنید! از یهودیان خرید نکنید!»

پس از به‌دست‌گرفتن قدرت توسط آدولف هیتلر، رهبر حزب نازی در ۳۰ ژانویه ۱۹۳۳، جنبش توده‌ای نازی پیش از این به‌صورت «نسل‌کشی اولیه» بوده و با دیدگاه آرمانی نجات ملی که از طریق پاکسازی نژادی به‌دست می‌آمد و هسته اصلی آن «حذف» یهودیان بود، همراه بود. در آوریل ۱۹۳۳، نازی‌ها تحریم یک‌روزه کسب‌و‌کار یهودیان را اعلام کردند و اس‌آ برای اجرای تحریم، در اطراف مشاغل یهودیان مستقر شد. بین سال‌های ۱۹۳۳ تا ۱۹۳۹ بیش از چهارصد قانون و فرمان ضد یهودی وضع شد. در سال ۱۹۳۵، قوانین نورنبرگ، یهودیان را بر اساس اصل و نسب آن‌ها به‌جای مذهب تعریف کرد، طرد آن‌ها از جامعه را رسمیت داد و ازدواج و روابط جنسی بین یهودیان و مردم دارای «خون آلمانی» را غیرقانونی اعلام کرد. قوانین دیگر یهودیان را از داشتن دارایی یا کسب درآمد منع می‌کرد.
هیتلر قبل از سال ۱۹۳۹ در چندین سخنرانی، یهودیان و جنگ را با هم مرتبط دانسته بود. در سال ۱۹۳۱، هیتلر گفت در صورت وقوع جنگ، یهودیان «با چرخ‌های تاریخ له خواهند شد.» همچنین او تحریم ضد نازی در سال ۱۹۳۳ را به‌عنوان اعلان جنگ یهودیان علیه آلمان توصیف کرد. هیتلر بین قدرت‌گرفتن در سال ۱۹۳۳ و سخنرانی پیشگویی خود در ژانویه ۱۹۳۹، تنها در دو موقعیت آشکارا نفرت خود را از یهودیان ابراز کرد؛ نخستین بار طی یک سخنرانی در سال ۱۹۳۵ که قوانین نورنبرگ را اعلام کرد و بعدی در راهپیمایی نورنبرگ در سپتامبر ۱۹۳۷ از آن‌ها اظهار تنفر کرد. اگرچه نژاد در گفتمان او در دهه ۱۹۳۰ برجسته نبود، اما هیتلر راه‌های ظریفی برای نشان‌دادن یهودستیزی به پیروان اصلی خود پیدا کرد و در عین حال وجهه عمومی متوسطی داشت. در دهه ۱۹۳۰، در بحث‌های مربوط به راه‌حل مناسب در مورد مسئله یهود، نابودی، اغلب به‌عنوان یک گزینه توسط مقامات اس‌اس مورد بحث قرار می‌گرفت و معمولاً کنار گذاشته می‌شد.

### واژه‌نامه
1. ↑  Wochenspruch der NSDAP
2. ↑  Parole der Woche

### ارجاع‌ها
1. ↑  Jersak، German Wartime Society 1939–1945، 359.
2. ↑  Kershaw، Hitler: 1936–1945 Nemesis، 697.
3. ↑  Kershaw، Hitler, the Germans, and the Final Solution، 101.
4. ↑  Kley، Intention, Verkündung, Implementierung، 207.
5. ↑  Roseman، The Wannsee Conference and the Final Solution، 26.
6. ↑  Kley، Intention, Verkündung, Implementierung، 207.
7. ↑  Koonz، The Nazi Conscience، 100–101.
8. ↑  Longerich، Heinrich Himmler: A Life، 134, 138–139.
9. ↑  Confino، A World without Jews، 152.